# Coptodon bakossiorum
Coptodon bakossiorum es una especie de peces de la familia Cichlidae en el orden de los Perciformes.

## Morfología
Los machos pueden llegar alcanzar los 5,9 cm de longitud total.

## Distribución geográfica
Se encuentran en África: lago Bermi (Camerún).